# چندلر کانتربری
چندلر کانتربوری (انگلیسی: Chandler Canterbury؛ زادهٔ ۱۷ دسامبر ۱۹۹۸) یک هنرپیشه اهل ایالات متحده آمریکا است. وی از سال ۲۰۰۷ میلادی تاکنون مشغول فعالیت بوده‌است.
از فیلم‌ها یا برنامه‌های تلویزیونی که وی در آن نقش داشته است می‌توان به مورد عجیب بنجامین باتن، پیشگویی، پس از زندگی ، میزبان اشاره کرد.